# Charlie Wilson háborúja
A Charlie Wilson háborúja 2007-ben bemutatott amerikai filmdráma Mike Nichols rendezésében, amely Charlie Wilson texasi demokrata kongresszusi képviselő igaz történetét dolgozza fel. A főszerepekben Tom Hanks, Julia Roberts és az alakításáért Oscar-díjra jelölt Philip Seymour Hoffman láthatók. A forgatókönyvet Aaron Sorkin írta George Crile 2003-as, Charlie Wilson's War: The Extraordinary Story of the Largest Covert Operation in History című könyve alapján. A könyv magyarul is megjelent 2008-ban, az Ekren Kiadó gondozásában.
A filmet 5 Golden Globe-díjra, köztük a legjobb film (vígjáték/musical) kategóriában, és egy Oscar-díjra jelölték, de végül egyiket sem nyerte el.

## Történet
Charlie Wilson az 1980-as évek elején az USA nőcsábász kongresszusi képviselője Texas államból. Látszólag kevés befolyással rendelkezik, ám két jelentős külpolitikai és menedékügyi bizottságnak is tagja. Fő konzervatív támogatója, Joanne Herring közbenjárásával Wilson tudomást szerez a kegyetlen afganisztáni szovjet megszállástól szenvedő emberek helyzetéről. A szabadúszó CIA-ügynök, Gust Avrakotos segítségével Wilson ravasz politikai húzásaival fegyverekkel és ellátmánnyal támogatja az afgán mudzsahedineket a Szovjetunió visszaverésében.

## Szereplők
| Szereplő       | Színész                | Magyar hang       |
| -------------- | ---------------------- | ----------------- |
| Charlie Wilson | Tom Hanks              | Kőszegi Ákos      |
| Joanne Herring | Julia Roberts          | Tóth Enikő        |
| Gust Avrakotos | Philip Seymour Hoffman | Haás Vander Péter |
| Bonnie Bach    | Amy Adams              | Ruttkay Laura     |
| Jane Liddle    | Emily Blunt            | Németh Borbála    |
| Zia elnök      | Om Puri                | Barbinek Péter    |
| Zvi            | Ken Stott              | Koroknay Géza     |
| Doc Long       | Ned Beatty             | Kristóf Tibor     |
| Paul Brown     | Brian Markinson        | Józsa Imre        |

## Fogadtatás
A Charlie Wilson háborúját kedvezően fogadták a kritikusok. 2008 április elejével bezárólag 170 vélemény gyűlt össze a Rotten Tomatoes oldalán, s ezek 83%-a pozitív visszajelzést tükröz.

### Bírálatok
Reagan-kori hivatalnokok a film több momentumát is bírálták. A Washington Times jelentése szerint ezek között szerepel, hogy a film hibásan hirdeti azt az elképzelést, hogy CIA vezette bevetés pénzelte Oszáma bin Ládent, s idézte elő végül a 2001. szeptember 11-i támadást.
Az eredeti könyv szerzője, George Crile azt a magyarázatot adta: „1993 végére Afganisztánban nem voltak utak, nem voltak iskolák, csak a lerombolt ország – és az Egyesült Államok mosta kezeit a felelősséget illetően. Benne volt a levegőben, hogy a tálibok és Oszama bin Laden emelkednek ki uralkodó tényezőkként. Ironikus, hogy Oszama bin Laden, egy olyan ember személyesíti meg a dzsihád erejét, akinek szinte semmi köze nem volt a Vörös Hadsereg felett aratott győzelemhez. 1998-ban, mikor bin Laden túlélte a ráirányított, 100 millió dollárt érő robotrepülőgépeket, megerősödött a hiedelem, hogy Allah védelmébe vette őt.”
Az AlterNet hírportál kritikus hangvételű cikkében azt állította, a film enyhíti 9/11 kötelékeit. Az írás szerint Charlie Wilson úgy hitte, Ahmad Shah Massoud „orosz kollaboráns” volt, s a film hibásan mutatja be Massoudot, mint a segélyek legnagyobb részesedőjét. A lap szerint a valódi fő kedvezményezett (40% körüli mennyiséggel) Gulbuddin Hekmatyar volt, annak ellenére, hogy afgán civilek meggyilkolásának tettét tulajdonították neki. Ugyanakkor, a CIA engedélyezte Pakisztánnak a segélyekkel való kereskedést (ez a tény a filmben is szerepel). Ezen felül a film készítőinek állítása szerint az említett tények a forgatókönyv egy korábbi változatában helyet kaptak. A cikk szintén kifogásolja, hogy az igazi Charlie Wilson pakisztáni lobbistaként betöltött pozíciója miatt a film kiszolgálja az afgán törzsi rendszerrel kapcsolatos pakisztáni meglátásokat.
Míg a filmben Wilson közvetlen intézője a Stinger-rakéták elküldésének, a Reagan-kabinet egy volt hivatalnoka úgy emlékszik vissza, ő és Wilson, noha segítették a mudzsahideket, igazából kezdetben közömbösek voltak a támogatási jelleggel küldendő rakéták ötletével kapcsolatban. Véleményük akkor változott, mikor felfedezték, a felkelők sikeresen használták a fegyvereket a szovjet nehézfegyverzetű helikopterekkel szemben. Így tehát valójában a második Reagan-kormány idejétől, 1987-től kezdve biztosították az ellátást, intézkedésüket pedig főként Reagan védelmi tisztviselői és befolyásos konzervatívok támogatták.

### Jelentősebb díjak és jelölések
Oscar-díj 82008)
- jelölés: legjobb mellékszereplő színész – Philip Seymour Hoffman

Golden Globe-díj (2008)
- jelölés: legjobb film (vígjáték/musical)
- jelölés: legjobb színész (vígjáték/musical) – Tom Hanks
- jelölés: legjobb mellékszereplő színész – Philip Seymour Hoffman
- jelölés: legjobb mellékszereplő színésznő – Julia Roberts
- jelölés: legjobb forgatókönyv – Aaron Sorkin

BAFTA-díj (2007)
- jelölés: legjobb mellékszereplő színész – Philip Seymour Hoffman

A film 1 díjat nyert el különböző kritikusi és szakmai szervezetektől.